# Lijst van Alarmschijven in 2001
Deze hits waren in 2001 Alarmschijf op Radio 538:
| Nr.  | Datum        | Artiest                                  | Titel                         | Hoogste positie in Top 40 |
| ---- | ------------ | ---------------------------------------- | ----------------------------- | ------------------------- |
| 1602 | 6 januari    | Jennifer Lopez                           | Love Don't Cost a Thing       | 1 (2wk)                   |
| 1603 | 13 januari   | Robbie Williams                          | Supreme                       | 8                         |
| 1604 | 20 januari   | Anouk                                    | Don't                         | 13                        |
| 1605 | 27 januari   | Judith                                   | You                           | 2                         |
| 1606 | 3 februari   | The Spooks                               | Things I've Seen              | 7                         |
| 1607 | 10 februari  | Shaggy & Ricardo "RikRok" Ducent         | It Wasn't Me                  | 1 (7wk)                   |
| 1608 | 17 februari  | Christina Aguilera & Ricky Martin        | Nobody Wants to Be Lonely     | 3                         |
| 1609 | 24 februari  | Usher                                    | Pop Ya Collar                 | 10                        |
| 1610 | 3 maart      | Aerosmith                                | Jaded                         | 17                        |
| 1611 | 10 maart     | Nelly Furtado                            | I'm Like a Bird               | 4                         |
| 1612 | 17 maart     | Michelle                                 | Out on My Own                 | 9                         |
| 1613 | 24 maart     | Janet Jackson                            | All for You                   | 5                         |
| 1614 | 31 maart     | Destiny's Child                          | Survivor                      | 2                         |
| 1615 | 7 april      | Alizée                                   | Moi... Lolita                 | 2                         |
| 1616 | 14 april     | Madonna                                  | What It Feels Like for a Girl | 7                         |
| 1617 | 21 april     | Jennifer Lopez                           | Play                          | 7                         |
| 1618 | 28 april     | Brandy & Ray J                           | Another Day in Paradise       | 4                         |
| 1619 | 5 mei        | Bon Jovi                                 | One Wild Night                | 8                         |
| 1620 | 12 mei       | Birgit                                   | Few Like You                  | 15                        |
| 1621 | 19 mei       | Twarres                                  | She Couldn't Laugh            | 4                         |
| 1622 | 26 mei       | Judith                                   | Sorry                         | 19                        |
| 1623 | 2 juni       | Dido                                     | Thank You                     | 18                        |
| 1624 | 9 juni       | Reamonn                                  | Supergirl                     | 3                         |
| 1625 | 16 juni      | Shaggy & Rayvon                          | Angel                         | 1 (7wk)                   |
| 1626 | 23 juni      | Christina Aguilera, Lil' Kim, Mýa & P!nk | Lady Marmalade                | 2                         |
| 1627 | 30 juni      | U2                                       | Elevation                     | 1 (1wk)                   |
| 1628 | 7 juli       | Usher                                    | U Remind Me                   | 3                         |
| 1629 | 14 juli      | Destiny's Child                          | Bootylicious                  | 3                         |
| 1630 | 21 juli      | Sisqó                                    | Dance for Me                  | 6                         |
| 1631 | 28 juli      | Jennifer Lopez                           | Ain't It Funny                | 2                         |
| 1632 | 4 augustus   | Roger Sanchez                            | Another Chance                | 6                         |
| 1633 | 11 augustus  | Dante Thomas & Pras                      | Miss California               | 1 (1wk)                   |
| 1634 | 18 augustus  | Eve & Gwen Stefani                       | Let Me Blow Ya Mind           | 2                         |
| 1635 | 25 augustus  | Live & Tricky                            | Simple Creed                  | 8                         |
| 1636 | 1 september  | Alicia Keys                              | Fallin'                       | 1 (4wk)                   |
| 1637 | 8 september  | Mary J. Blige                            | Family Affair                 | 3                         |
| 1638 | 15 september | Staind                                   | It's Been Awhile              | 7                         |
| 1639 | 22 september | Kylie Minogue                            | Can't Get You Out of My Head  | 1 (6wk)                   |
| 1640 | 29 september | Kane                                     | So Glad You Made It           | 4                         |
| 1641 | 6 oktober    | Destiny's Child                          | Emotion                       | 7                         |
| 1642 | 13 oktober   | The Corrs                                | Would You Be Happier?         | 20                        |
| 1643 | 20 oktober   | Live                                     | Overcome                      | 2                         |
| 1644 | 27 oktober   | Britney Spears                           | I'm a Slave 4 U               | 6                         |
| 1645 | 3 november   | BLØF                                     | Dichterbij dan ooit           | 12                        |
| 1646 | 10 november  | Sita                                     | Happy                         | 1 (2wk)                   |
| 1647 | 17 november  | Anastacia                                | Paid My Dues                  | 4                         |
| 1648 | 24 november  | Christina Milian                         | AM to PM                      | 6                         |
| 1649 | 1 december   | U2                                       | Walk On                       | 10                        |
| 1650 | 8 december   | PPK                                      | ResuRection                   | 2                         |
| 1651 | 15 december  | Marco Borsato & Sita                     | Lopen op het water            | 1 (4wk)                   |
| 1652 | 22 december  | Destiny's Child                          | 8 Days of Christmas           | 7                         |
| 1653 | 29 december  | Kate Winslet                             | What If                       | 3                         |

1969 ·
1970 ·
1971 ·
1972 ·
1973 ·
1974 ·
1975 ·
1976 ·
1977 ·
1978 ·
1979 ·
1980 ·
1981 ·
1982 ·
1983 ·
1984 ·
1985 ·
1986 ·
1987 ·
1988 ·
1989 · 
1990 · 
1991 · 
1992 · 
1993 · 
1994 · 
1995 · 
1996 · 
1997 · 
1998 · 
1999 · 
2000 · 
2001 · 
2002 · 
2003 · 
2004 · 
2005 · 
2006 · 
2007 · 
2008 · 
2009 ·
2010 ·
2011 ·
2012 ·
2013 ·
2014 ·
2015 ·
2016 ·
2017 ·
2018 ·
2019 ·
2020 ·
2021 ·
2022 ·
2023 ·
2024 ·
2025